# Pestengasthuis

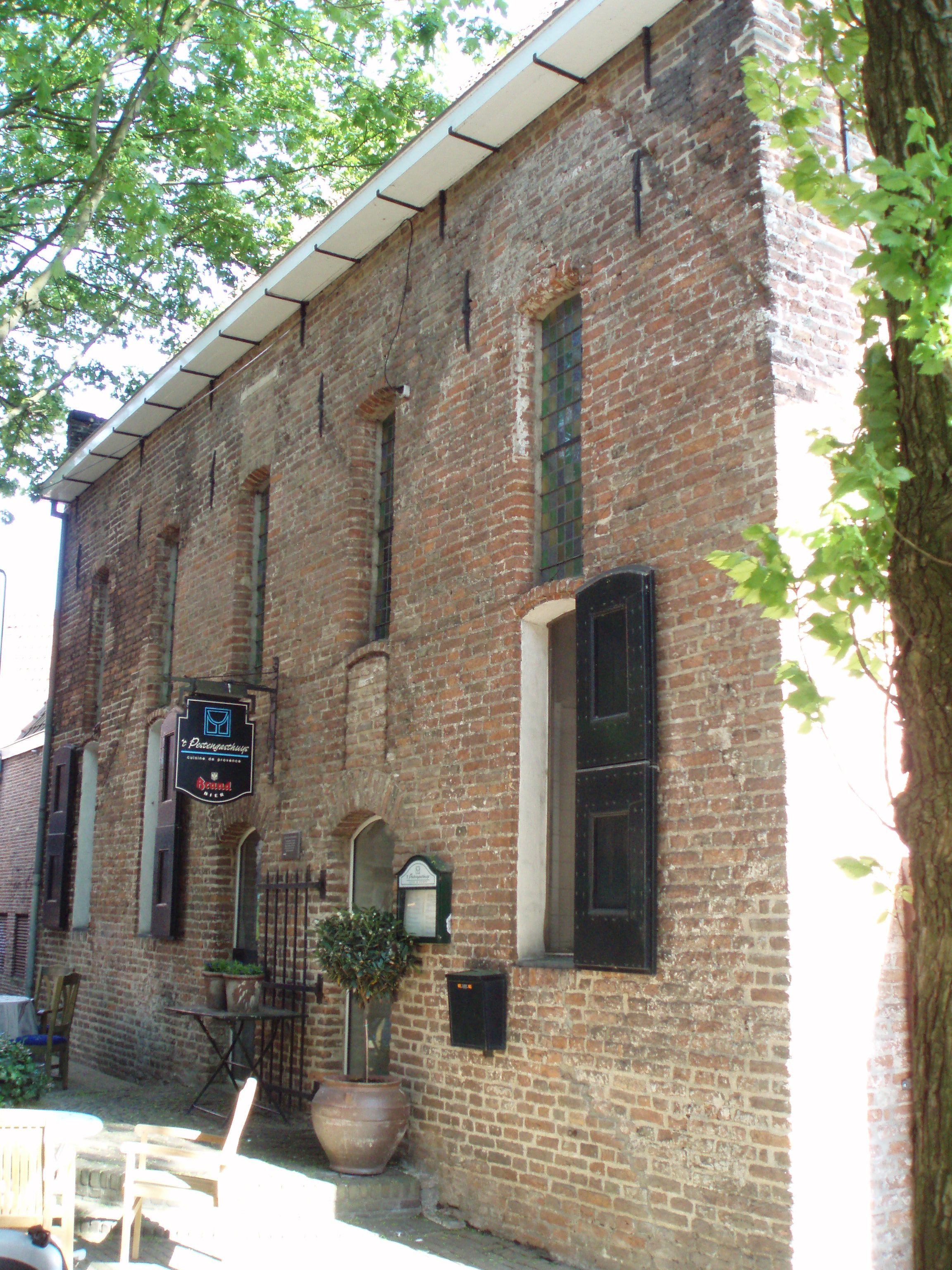
Pestengasthuis

Pestengasthuis is de naam van een voormalig gasthuis dat oorspronkelijk aan de buitenkant van de stadsmuur van Zwolle stond.
Na de bouw, die rond 1450 plaatshad, werden hier mensen opgevangen die leden aan de pest. Hieraan heeft het gasthuis zijn naam te danken. Doordat de stadsmuur van Zwolle door groei van de stad werd verplaatst, ligt het gasthuis tegenwoordig binnen de stadsmuur.
Nadat de pestepidemie voorbij was, heeft het huis dienstgedaan als hospitaal voor soldaten en als gildehuis voor het weversgilde. Het pleintje voor het gebouw draagt nog steeds de naam Weversgildeplein.
Na nog diverse andere functies te hebben gehad, is in het Pestengasthuis vandaag de dag een restaurant gevestigd. Ook valt het pand sinds 1996 onder monumentenzorg.